# Municipio de Emmett (Kansas)
El municipio de Emmett (en inglés: Emmett Township) es un municipio ubicado en el condado de Pottawatomie en el estado estadounidense de Kansas. En el año 2010 tenía una población de 427 habitantes y una densidad poblacional de 5,5 personas por km².

## Geografía
El municipio de Emmett se encuentra ubicado en las coordenadas 39°18′33″N 96°5′8″O / 39.30917, -96.08556. Según la Oficina del Censo de los Estados Unidos, el municipio tiene una superficie total de 77.61 km², de la cual 76,93 km² corresponden a tierra firme y (0,87 %) 0,68 km² es agua.

## Demografía
Según el censo de 2010, había 427 personas residiendo en el municipio de Emmett. La densidad de población era de 5,5 hab./km². De los 427 habitantes, el municipio de Emmett estaba compuesto por el 91,8 % blancos, el 0,7 % eran afroamericanos, el 1,41 % eran amerindios, el 0,23 % eran isleños del Pacífico, el 2,34 % eran de otras razas y el 3,51 % eran de una mezcla de razas. Del total de la población el 7,03 % eran hispanos o latinos de cualquier raza.